# Wilfried Peffgen
Wilfried Peffgen, född den 1 oktober 1942 i Köln, död den 11 maj 2021 på samma plats, var en tysk tävlingscyklist (professionell från 1966) som hade sina största framgångar på bana, men som även gjorde fina resultat på landsväg, där han både blev tysk mästare (1972), etappvinnare i Vuelta a España (1968) och deltog i fyra Tour de France (som hjälpryttare åt Rudi Altig). På bana tog han tre världsmästerskapstitlar och fem EM-guld i stayer, samt blev medaljör sju år i rad vid båda dessa mästerskap. Därtill blev han europamästare i madison vid två tillfällen och vann sexton sexdagarslopp (varav tretton i par med Albert Fritz).
Efter karriären drev han först en bensinstation och sedan en cykelaffär i Köln.

## Meriter

### Landsväg
| 1959 Västtysk juniormästare i linjelopp 1964 6:a i linjelopp vid Olympiska spelen 1965 Västtysk amatörmästare i linjelopp 1966 Vinnare av Grand Prix du canton d'Argovie 3:a i linjelopp vid Västtyska mästerskapen 7:a i Rund um den Henninger Turm 7:a i Rund um Köln | 1968 Vinnare av etapp 7 i Vuelta a España 1969 2:a i linjelopp vid Västtyska mästerskapen 1972 Västtysk mästare i linjelopp 2:a i GP Union Dortmund 1974 Vinnare av etapp 4a i Vuelta a Mallorca 1978 Vinnare av Köln–Aachen–Köln |

### Bana
| 1976 Världsmästare i stayer 1977 2:a i stayer 1978 Världsmästare i stayer 1979 2:a i stayer 1980 Världsmästare i stayer 1981 3:a i stayer 1982 2:a i stayer | \| 1970/1971 Europamästare i madison med Sigi Renz 1971/1972 3:a i madison med Sigi Renz 1972/1973 Europamästare i madison med Albert Fritz 1973/1974 3:a i madison med Albert Fritz 1974/1975 3:a i stayer 1976/1977 Europamästare i stayer 3:a i madison med Günter Haritz \| 1977/1978 Europamästare i stayer 1978/1979 Europamästare i stayer 1979/1980 Europamästare i stayer 1980/1981 Europamästare i stayer 3:a i madison med Albert Fritz 1981/1982 3:a i stayer 1982/1983 3:a i stayer \| |
| 1970/1971 Europamästare i madison med Sigi Renz 1971/1972 3:a i madison med Sigi Renz 1972/1973 Europamästare i madison med Albert Fritz 1973/1974 3:a i madison med Albert Fritz 1974/1975 3:a i stayer 1976/1977 Europamästare i stayer 3:a i madison med Günter Haritz | 1977/1978 Europamästare i stayer 1978/1979 Europamästare i stayer 1979/1980 Europamästare i stayer 1980/1981 Europamästare i stayer 3:a i madison med Albert Fritz 1981/1982 3:a i stayer 1982/1983 3:a i stayer |

#### Sexdagarslopp[7][6]
Nedan listas Peffgens segrar i sexdagarslopp:
| 1972/1973 Münsters sexdagars (med Albert Fritz) Zürichs sexdagars (med Albert Fritz och Graeme Gilmore) 1973/1974 Münsters sexdagars (med Albert Fritz) 1974/1975 Kölns sexdagars (med Albert Fritz) 1975/1976 Kölns sexdagars (med Dieter Kemper) | 1976/1977 Zürichs sexdagars (med Albert Fritz) Münchens sexdagars (med Albert Fritz) Hernings sexdagars (med Albert Fritz) Bremens sexdagars (med Albert Fritz) 1977/1978 Kölns sexdagars (med Albert Fritz) Bremens sexdagars (med Albert Fritz) | 1978/1979 Münsters sexdagars (med Albert Fritz) Groningens sexdagars (med René Pijnen) 1979/1980 Münsters sexdagars (med Albert Fritz) Antwerpens sexdagars (med René Pijnen och Roger De Vlaeminck) 1981/1982 Kölns sexdagars (med Albert Fritz) |